# Dănești, Harghita
Dănești (maghiară Csíkdánfalva) este satul de reședință al comunei cu același nume din județul Harghita, Transilvania, România.